# 民間人校長
民間人校長（みんかんじんこうちょう）とは、日本において、一定の「教育に関する職」の経歴年数がない国立および公立の小学校、中学校、高等学校・中等教育学校等の校長を指す。

## 概要
学校の外から優秀な人材を登用するよう中央教育審議会が1998年に答申したことを受けて、学校教育法施行規則が改定され、2000年4月1日から施行された。
民間の経営感覚や発想を生かして学校を活性化するのが狙いだが、教員との摩擦が表面化する等して実績があがらない事例も見られる。文部科学省の調査では、2017年4月時点で民間人校長の数は全国の公立小中学校と特別支援学校で計78人。

## 法令の定め
学校教育法施行規則（昭和22年文部省令第11号）の第1章第2節に定めがある。
まず、第20条で校長（学長及び高等専門学校の校長を除く。）の資格としては、次の「教育に関する職」に、原則として就いていなければならない。
その例外として第22条で国立もしくは公立の学校の校長の任命権者または私立学校の設置者は、学校の運営上特に必要がある場合には、以上に掲げる資格を有する者と同等の資質を有すると認める者等を校長として任命しまたは採用することができると定められている。 
この規定は、第23条により教頭の資格について準用されている。

## 民間人校長が登場する作品
- 3年B組金八先生(第7シリーズ、第5〜6回)
- スクール!!(2011年に放送されたフジテレビ系列のドラマ)
- 先に生まれただけの僕